# Boris Kolker
Boris Grigorevich Kolker (em russo:  Борис Григорьевич Колкер) (nascido no dia 15 de julho de 1939, em Tiraspol, Moldávia) é um professor de idiomas, tradutor e defensor do idioma internacional esperanto. Ele era até 1993, um cidadão soviético e russo e desde então é um residente e cidadão dos Estados Unidos, residindo em Cleveland, Ohio. Em 1985, ele foi premiado como Ph.D. em linguística pelo Instituto de Linguística da Academia de Ciências da Rússia da URSS em Moscou.
O Dr. Kolker aprendeu o esperanto em 1957 e é o autor de artigos sobre interlinguística, revisões de livros e três livros de ensino de esperanto para alunos de diferentes níveis. Devido a sua grande popularidade com o seu livro Vojaĝo en Esperanto-lando (Viagens à Esperanto-lândia), que é um curso de proficiência em esperanto e um guia à cultura esperantista, ele é conhecido por muitos como um guia à esperanto-lândia.
Kolker é um membro da Academia de Esperanto, um membro honorário da Associação Universal de Esperanto (Universala Esperanto Asocio) e um editor associado da revista mensal Monato. Por duas décadas, ele dirigiu um curso de esperanto por correspondência em grande escala na Rússia que graduou em torno de novecentos alunos. Ele também ensinou esperanto em universidades norte-americanas em São Francisco e Hartford.
Atualmente, ele dirige o curso internacional de proficiência por correspondência de esperanto e é também o vice-presidente da Liga Internacional de Professores de Esperanto (ILEI). Por diversas vezes, ele foi membro do comitê  de direção da Associação Mundial de Esperanto (Universala Esperanto Asocio), co-fundador e co-líder de organizações nacionais de esperanto na União Soviética e na Rússia. Ele lecionou e falou publicamente em diversos Congressos Universais de Esperanto e em 2000, dirigiu o tema do 85º Congresso Universal de Esperanto em Tel Aviv.

### Tese de doutorado
- Вклад русского языка в формирование и раэвитие эсперанто ( A contribuição da língua russa para o surgimento e desenvolvimento do esperanto). - Moscou: Academia de Ciências da URSS, instituto de linguística, 1985. - Tese de doutorado na língua russa com 23 (vinte e três) páginas.

### Livros de ensino
- Vojaĝo en Esperanto-lando. Perfektiga kurso de Esperanto kaj Gvidlibro pri la Esperanto-kulturo.  (Viagens à Esperanto-lândia. Curso de proficiência em esperanto e um guia à cultura esperantista).
- Lernolibro de la lingvo Esperanto. Baza kurso.. (Livro de ensino de esperanto. Curso elementar.)
- Esperanto en 16 tagoj. Ekspres-kurso.  (Esperanto em dezesseis dias. Curso expresso.)
- Internacia lingvo Esperanto. Plena lernolibro. (Esperanto, língua internacional. Esperanto. Livro de ensino completo.)